# テリー・キャス
テリー・キャス（Terry Alan Kath、1946年1月31日 - 1978年1月23日）は、アメリカ合衆国イリノイ州出身のロック・ミュージシャン、ギタリスト、ソングライターである。
ブラス・ロック・バンド、シカゴの創立メンバーでギタリスト兼ヴォーカリスト。1978年、32歳の誕生日を迎える8日前、自動拳銃の暴発事故で急逝した。

## 生涯
テリー・キャスは中西部イリノイ州出身で、両親はロッジを経営していた。彼はバンジョー、アコーディオン、ベース、ドラムも演奏し、ベンチャーズやジョージ・ベンソンに影響を受けてギターを演奏し始めたマルチプレーヤーだった。キャスは、ジミ・ヘンドリクスやエリック・クラプトンにも影響を受けていた。
ジミ・ヘンドリクスは若きテリー・キャスのギター演奏を聴いて、世界で自分の最もお気に入りのギタリストだと語ったという。親友でサクソフォーン及びフルート奏者のウォルター・パラゼイダー、ドラマーのダニー・セラフィンと、「ザ・ミッシング・リンク」というバンドの結成を目指して活動を開始した。彼等はパラゼイダーのアパートで練習を重ねながら、トロンボーン奏者のジェームズ・パンコウ、トランペッターのリー・ロックネイン、ヴォーカリスト兼キーボーディストのロバート・ラムを迎えて、「ザ・ビッグ・シング」を結成。
彼等はヴォーカリスト兼ベーシストのピーター・セテラを迎え、コロムビア・レコードと契約した。1969年、シカゴ・トランジット・オーソリティとしてデビュー・アルバム『シカゴの軌跡』 (The Chicago Transit Authority) を発表。1970年、バンド名をシカゴに短縮した。
キャスはギタリスト、ヴォーカリスト、ソングライターを兼任し、中心人物の一人として活躍し、ワウペダルなどのエフェクターも使用した。彼が健在だったブラス・ロック・バンドのシカゴは「長い夜」「サタデイ・イン・ザ・パーク」「ぼくらに微笑みを」「愛の絆」「君と二人で」「ハリー・トルーマン」「オールド・デイズ」など、多数の代表曲を発表した。
32回目の誕生日を迎える一週間前の1978年1月23日の午後5時頃、彼はローディーの家で開かれたパーティーに出席した。パーティーが終わった後、彼はふざけて弾丸未装填の38口径リボルバーを頭に押しつけ、数回トリガーを引いてロシアン・ルーレットごっこをした。友人は彼に気をつけろと何度も注意したが、彼は自動拳銃を手に取って「心配ない、弾は入ってないから」と言い、安心させようと空の弾倉を見せた。彼は一発の実弾が入ったままだった事に気付かずに銃口を頭に当ててトリガーを引き、発射された弾丸に頭を貫かれて即死した。
2012年、キャスの娘ミシェル・キャス・シンクレアは、彼の生涯を描いたドキュメンタリー『Searching for Terry: Discovering a Guitar Legend』の制作を完了するために十分な資金が寄付されたと発表した。2014年、彼女はセテラを除くバンド全員にインタビューしたことを認め、プロジェクトは2016年にリリースされる予定だった。
2016年、遺児のMichelle Kath Sinclairが監督を務めた映画"The Terry Kath Experience"が公開された。ロバート・ラムやピーター・セテラなど現メンバーや元メンバーが出演した。2016年11月にDOC NYC映画祭で同名でアメリカ初公開され、その直後にFilmRiseに買収され、2017年の公開が予定されていた。この映画は、2017年11月7日にAXS TVで「Chicago: The Terry Kath Experience」という名前で「テレビ初放送」され、12月12日にVODとDVDとしてリリースされた。映画には、ギタリストのジェフ・リン、スティーヴ・ルカサー、マイク・キャンベル、ディーン・デレオ、ジョー・ウォルシュのインタビューが含まれており彼らは皆、キャスの仕事を称賛した。